# PEARL FIRST
『PEARL FIRST』（パール ファースト）は4人組バンド、PEARLのメジャー・デビュー・アルバム。

## 内容
田村直美を中心としたロックバンド PEARLに依るファーストアルバム。

## 収録曲
全作詞・作曲（except 6・7）：SHŌ-TA／作曲：Char（6）・KAZUYA（7）
1. Love Songを
2. Blue Cap Man
3. Half Moonに照らされて
4. Cry My Boy
5. 記憶をよびおこせ
6. Hey Kids Move
7. 気分はどうだい?
8. New Song
9. 子供たちに
10. One Step